# Charitospiza eucosma
La monterita crestada (Charitospiza eucosma), también denominada afrechero canela (en Argentina), es una especie de ave paseriforme de la familia Thraupidae, la única especie del género Charitospiza. Es nativa del centro oriental de América del Sur. 

## Distribución y hábitat
Se distribuye en el centro este de Brasil desde el sureste de Pará y centro norte de Piauí, sur a sureste de Mato Grosso, noroeste de São Paulo y oeste de Minas Gerais; recientemente encontrado en el extremo noreste de Bolivia (norte de Santa Cruz) y noreste y norte de Argentina (Tafí del Valle en Tucumán). La presencia en Argentina corresponde a registros únicos en Misiones en 1961 y, extrañamente, un único colectado en Tucumán (B. Schmidt and C. Milensky in litt. 1998).
Esta especie es considerada poco común y local (o tal vez sea errática) en sus hábitats naturales: los campos con árboles y arbustos dispersos, en el cerrado o sabana y la caatinga, por debajo de los 1200 m de altitud. Puede envolverse en migraciones locales o seminomadismo en respuesta a la sucesión de quemadas.

## Descripción
Mide en promedio 11,5 cm de longitud. Presenta dimorfismo sexual. El macho tiene la cresta (casi siempre baja), frente y zona ocular negras que contrastan con los lados del cuello blancos. Sus partes superiores son grises plateadas, cobertoras de las alas blancas; la garganta y el centro del pecho son negros; el resto de las partes inferiores color canela; las alas y la cola son negras, base de la cola blanca (más visible en vuelo). La hembra tiene cresta color castaño, partes superiores color marrón y mejillas, garganta y partes inferiores color canela; ligera lista supeciliar parda.

## Estado de conservación
La monterita crestada está considerada como casi amenazada por la Unión Internacional para la Conservación de la Naturaleza (IUCN). La conversión para la agricultura, tales como las plantaciones de Eucalyptus, soja o pastos para ganado, para productos agrícolas exportables (favorecidos por el gobierno), ha tenido un impacto severo sobre el cerrado, uno de los hábitats de esta especie en Brasil (Parker y Willis 1997). La destrucción de hábitat en la caatinga es menos severa, pero también esta región ha sido afectada por la expansión de la agricultura y el pastoreo. Al menos en Brasil, es atrapado para el comercio ilegal de pájaros de jaula.

## Comportamiento
En pares o grupitos, salta por el suelo. Parece preferir áreas recién quemadas, con la tierra desnuda.

### Alimentación
Se alimenta de semillas de gramíneas, especialmente Poaceae.

### Reproducción
Construye un nido en forma de cuenco abierto. La hembra pone tres huevos. Ambos padres se turnan cuidando a los polluelos.

### Vocalización
En general es silencioso; el canto es silbado, simple y muy agudo, «tiuitiu...tiuti...tiutiu».

## Sistemática

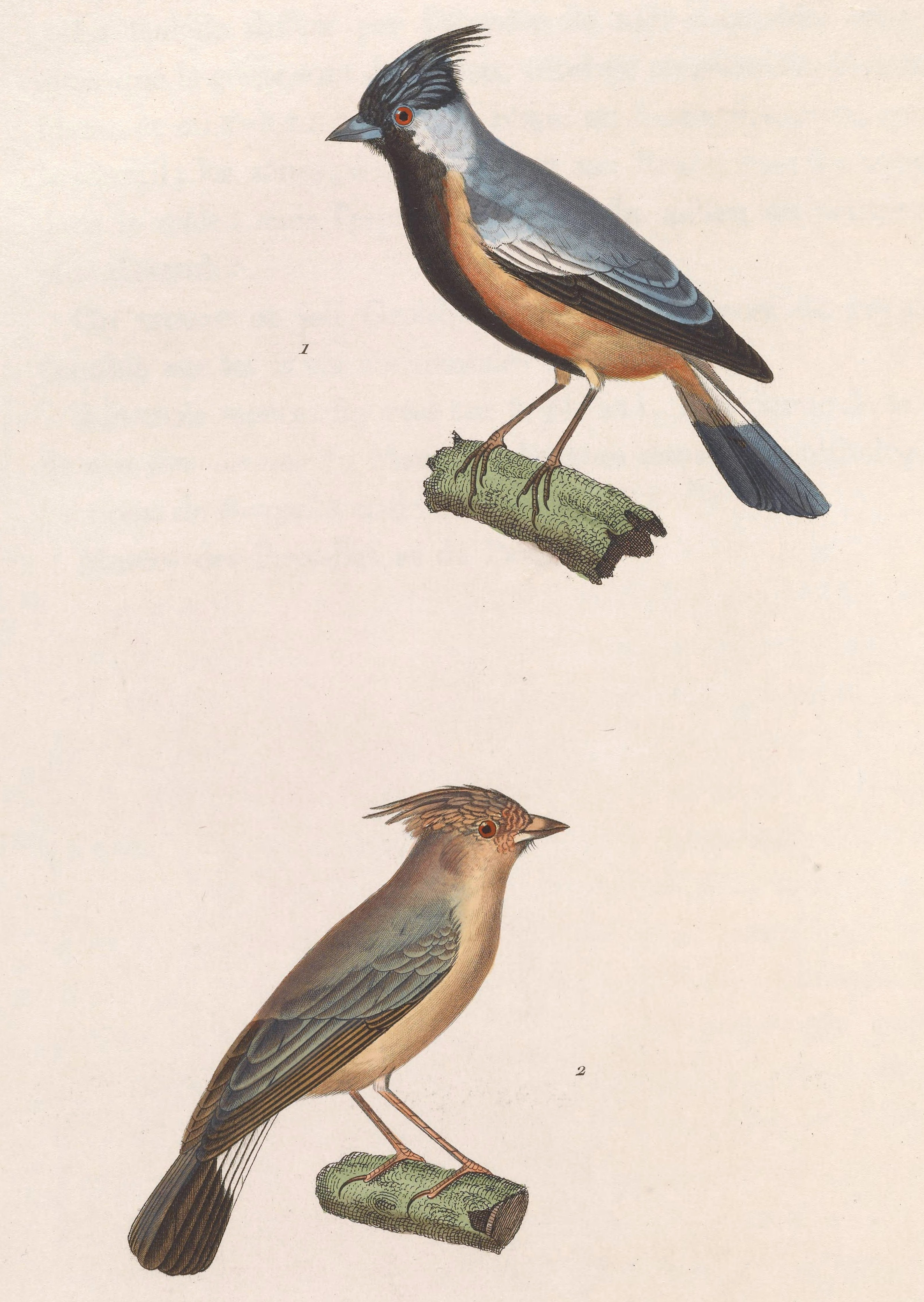
Fringilla ornata = Charitospiza eucosma; ilustración de Huet le Jeune y Prêtre para Nouveau recueil de planches coloriées d'oiseaux, 1838.

### Descripción original
La especie C. eucosma y el género Charitospiza fueron descritos por primera vez por el ornitólogo estadounidense Harry Church Oberholser en 1905 bajo el mismo nombre científico; la localidad tipo es: «Fazenda Valo, cerca de la frontera entre Minas Gerais y Bahia, Brasil».

### Etimología
El nombre genérico femenino Charitospiza se compone de las palabras del griego «kharis» que significa ‘graciosa’, ‘hermosa’, y «σπιζα spiza» que es el nombre común del pinzón vulgar; y el nombre de la especie «eucosma» proviene del griego  «eukosmos» que significa ‘decorado’, ‘bien adornado’.

### Taxonomía
Fue originalmente descrita como Fringilla ornata por Maximilian zu Wied-Neuwied en 1821, pero como el nombre estaba previamente ocupado fue invalidado y propuesto un nuevo nombre por Oberholser.
Estuvo anteriormente incluida en la familia Emberizidae, pero fue transferida para Thraupidae, junto a numerosos otros géneros, siguiendo la aprobación de la Propuesta N° 512 al Comité de Clasificación de Sudamérica (SACC) en noviembre de 2011.
Taxonomías más recientes la clasifican como una especie de tráupido con base en estudios genético moleculares. Los amplios estudios filogenéticos recientes de Burns et al. (2014) confirman que la monterita crestada es un tráupido, pero mejor tratado como un linaje diferente, distante de todos los otros miembros de la familia, por lo que propusieron una nueva subfamilia Charitospizinae exclusiva para la especie.